# Maybach DS7 e DS8
Le Maybach DS7 e DS8 furono due modelli di autovetture di gran lusso prodotte tra il 1930 ed il 1940 dalla casa automobilistica tedesca Maybach-Motorenbau e noti con il soprannome di Maybach Zeppelin.

## Profilo e storia

### La Typ 12
La storia dei modelli DS7 e DS8 si fonde con quella della Typ 12, una vettura di transizione voluta da Karl Maybach da un lato per onorare il padre Wilhelm, e dall'altra per dare un primo assaggio al pubblico di quella che sarebbe stata la futura ammiraglia tedesca.

Nel 1929 venne introdotta la Typ 12, il cui telaio era già quello definitivo, così come la totalità del gruppo motopropulsore.

### La DS7
Nel 1930, la Typ 12 lasciò il posto alla DS7, la prima delle due ammiraglie Zeppelin. Come la Typ 12 fu voluta da Karl Maybach in onore del proprio padre, così la DS7, con quel suo soprannome, fu invece voluta per onorare il conte Ferdinand von Zeppelin, che con Karl Maybach e con il padre di quest'ultimo aveva dato vita oltre vent'anni prima alla Luftfahrzeug-Motorenbau GmbH, in seguito evolutasi nella Maybach-Motorenbau.

Della Typ 12 la DS7 mantenne il telaio in acciaio stampato con profilatura ad U con balestre semiellettiche sui due assi e freni a tamburo sulle 4 ruote con comando a cavo e con servofreno Bosch-Dewandre di tipo pneumatico. Proprio il servocomando fu una delle poche differenze con la Typ 12, che invece ne era sprovvista. Nel suo complesso, l'enorme telaio da 3.66 m di passo arrivava a pesare almeno 1.840 kg.

Identico a quello della Typ 12 fu il motore V12 da 6962 cm³ di cilindrata, con angolo di 60° tra le bancate, sempre alimentato mediante due carburatori doppio corpo Solex ed in grado di raggiungere una potenza massima di 150 CV. Identico anche il tipo di trasmissione adottato: fu infatti mantenuto il cambio epicicloidale semiautomatico a tre marce più overdrive.

La DS7 venne carrozzata in diverse varianti di carrozzeria, dalla limousine alla cabriolet, tutte a discrezione del facoltoso cliente. In genere la vestizione del telaio veniva affidata alla carrozzeria Spohn di Ravensburg, una delle carrozzerie raccomandate dallo stesso Karl Maybach, ma non mancarono anche realizzazioni di altri carrozzieri, tra cui Gläser. A seconda del tipo di carrozzeria variavano anche le prestazioni, che oscillavano tra i 140 ed i 150 km/h.

La DS7 fu prodotta fino al 1934.

### La DS8
Poco tempo dopo il debutto della DS7, sempre nel 1930, venne lanciata anche la DS8, un modello ancor più esclusivo, poiché equipaggiato da un colossale V12 da 7978 cm³, in grado di erogare l'allora rilevante potenza di 205 CV ad appena 3200 giri/min, un valore che portò la DS8 al vertice per livello di prestazioni tra le vetture tedesche, e tra le migliori nel panorama europeo. Un'altra delle grosse novità introdotte dalla DS8 fu il cambio semiautomatico a tre marce più due marce overdrive, anziché una sola. Un'altra differenza stava nella frizione bidisco a secco, in luogo di quella monodisco utilizzata fino a quel momento su Typ 12 e DS7. La velocità massima era di 170 km/h.

Nel 1938 la DS8 venne rivisitata su tutti i fronti, in particolar modo per quanto riguardava telaio e cambio. La vettura venne resa ancor più imponente grazie all'allungamento del passo da 3.66 a 3.735 m, mentre il cambio ricevette due marce supplementari e divenne a 5 marce più due marce overdrive. Aumentò notevolmente anche la massa del corpo vettura, basti pensare che il solo autotelaio arrivava a pesare 2.110 kg. Perciò diminuirono le prestazioni, con una velocità massima di 160 km/h. Tale aggiornamento fu voluto per fronteggiare il contemporaneo rinnovamento della principale concorrente, la Mercedes-Benz 770 W150, lanciata sempre in quel periodo.

La produzione della DS8 continuò fino al 1940, anno in cui fu tolta di produzione, complici anche i nefasti eventi bellici di quegli anni.